# Ochrotrigona praetextata
Ochrotrigona praetextata là một loài bướm đêm trong họ Noctuidae.